# NGC 5563
NGC 5563 este o galaxie lenticulară situată în constelația Fecioara. A fost descoperită în 8 mai 1864 de către Albert Marth. Se află la o distanță de 102 megaparseci de Pământ.